# 熱容量
熱容量（ねつようりょう、英語: heat capacity）とは、系に対して熱の出入りがあったとき、系の温度がどの程度変化するかを表す状態量である。
単位はジュール毎ケルビン（J/K）が用いられる。

## 定義
系がある準静的な過程で d'Q の熱を得たときの温度の変化を dT とすると、熱容量は
{\displaystyle C={\frac {d'Q}{dT}}}
で定義される。
エントロピー S(T) を用いれば
{\displaystyle C(T)=T{\frac {dS}{dT}}}
と表される。

### 定積熱容量
体積が一定の条件下での熱容量を定積熱容量といい、内部エネルギー U により
{\displaystyle C_{V}(T,V)=\left({\frac {d'Q}{dT}}\right)_{V}=T\left({\frac {\partial S}{\partial T}}\right)_{V}=\left({\frac {\partial U}{\partial T}}\right)_{V}}
で表される。括弧に付く添え字は微分を行う温度 T の他に体積 V を変数に持つことを表している。

### 定圧熱容量
圧力が一定の条件下での熱容量を定圧熱容量といい、エンタルピー H により
{\displaystyle C_{p}(T,p)=\left({\frac {d'Q}{dT}}\right)_{p}=T\left({\frac {\partial S}{\partial T}}\right)_{p}=\left({\frac {\partial H}{\partial T}}\right)_{p}}
で表される。

## 性質
平衡状態の安定性から、等積熱容量は CV > 0 である。
定圧熱容量と定積熱容量の差は、熱膨張係数 α、等温圧縮率 κT と
{\displaystyle {\begin{aligned}C_{p}-C_{V}&=T\left({\frac {\partial p}{\partial T}}\right)_{V}\left({\frac {\partial V}{\partial T}}\right)_{p}\\&=-T\left[\left({\frac {\partial V}{\partial T}}\right)_{p}\right]^{2}{\bigg /}\left({\frac {\partial V}{\partial p}}\right)_{T}\\&={\frac {TV}{\kappa _{T}}}\alpha ^{2}\end{aligned}}}
で関係付けられる。特に、理想気体の場合には
{\displaystyle C_{p}-C_{V}=NR}
となる。N は物質量、R はモル気体定数である。TV/κT > 0 なので Cp > CV の関係がある。
これは体積の変化により系が外部にした仕事の分だけ余計に外部から熱を得ていることを表している。
定圧熱容量と定積熱容量の比は比熱比と呼ばれ、断熱圧縮率 κS、等温圧縮率 κT と
{\displaystyle \gamma ={\frac {C_{p}}{C_{V}}}={\frac {\kappa _{T}}{\kappa _{S}}}}
で関係付けられる。Cp > CV > 0 なので γ > 1 である。

## 統計力学における位置付け
統計力学においては分配関数によって熱容量は
{\displaystyle C(\beta )=k\beta ^{2}{\frac {\partial ^{2}}{\partial \beta ^{2}}}\ln Z(\beta )}
で表されており、エネルギーのゆらぎと関係付けられている。
{\displaystyle C(\beta )=k\beta ^{2}\left\langle E(\omega )^{2}-\left\langle E(\omega )\right\rangle ^{2}\right\rangle }